# Iglesia de San Adalberto (Cracovia)
La iglesia de San Adalberto, o iglesia de St. Wojciech (en polaco: kościół św Wojciecha),  es una pequeña iglesia de origen medieval de Polonia, una de las iglesias en piedra más antiguas del país. Sus casi mil años de historia antigua se remontan al comienzo de la arquitectura románica polaca de comienzos de la Edad Media. Está ubicada en la Plaza del Mercado en la Ciudad Vieja de Cracovia.

## Historia

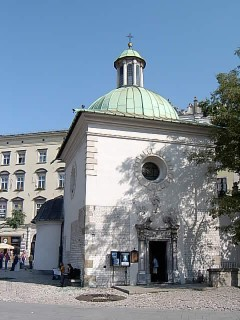
Iglesia de San Adalberto, Cracovia. Los sillares de piedra antiguos cerca de la portada se han dejado al descubierto.

La iglesia de San Adalberto fue construida en el siglo XI bajo la advocación  del mártir misionero san Adalberto (en polaco: św. Wojciech) cuyo cuerpo fue recomprado por su peso en oro de la pagana Prusia. La Iglesia de San Adalberto se sitúa en la esquina sur-oriental de la mayor plaza del mercado medieval en Europa, demarcada en 1257. Este lugar de culto precedió a la plaza en casi un siglo. El interior de la iglesia es pequeño en comparación con su exterior más grande. La planta se encuentra por debajo del nivel actual de la plaza, lo que refleja la superposición de las superficies posteriores de la plaza con pavimento ajustados originalmente para las dos iglesias ya existentes (incluyendo la de San Adalberto). La iglesia fue parcialmente reconstruida en estilo barroco entre 1611 y 1618.
A lo largo de la historia antigua de Cracovia, la iglesia de San Adalberto fue un lugar de culto visitado por comerciantes de toda Europa. De acuerdo con el Museo Arqueológico de Cracovia, los restos más antiguos revelan una estructura de madera construida a finales del siglo X, seguido por una iglesia de piedra original construida en el siglo XI, como se ve en la parte inferior de las paredes. Estas paredes se convirtieron en la base para una nueva iglesia construida entre los siglos XI y XII de piedras rectangulares más pequeñas. Dado que el nivel de la plaza, superpuesta con nuevo pavimento, se levantó entre 2 y 2,6 metros, las paredes de la iglesia se levantaron en el siglo XVII y fueron luego cubiertas con estuco. La nueva entrada se construyó desde el lado oeste y la iglesia se cubrió con una nueva cúpula barroca. La restauración de la iglesia realizada en el siglo XIX llevó al descubrimiento de su pasado románico.
En la actualidad, las paredes de la iglesia están descubiertos para mostrar su nivel más bajo. En el lado sur hay una portada románica con su escalón de piedra correspondiente. La cripta de la iglesia ha sido adaptada por el Museo Arqueológico como un pequeño museo de la historia de la plaza del mercado que muestra una exposición permanente de "La historia del mercado de Cracovia." Para un visitante desprevenido San Adalberto  parece más atractiva desde el exterior.
La leyenda milenaria dice que san Adalberto consagró la iglesia en el año 997 y predicó allí antes de ir de misión para llevar el cristianismo a Prusia (donde fue asesinado, martirizado).

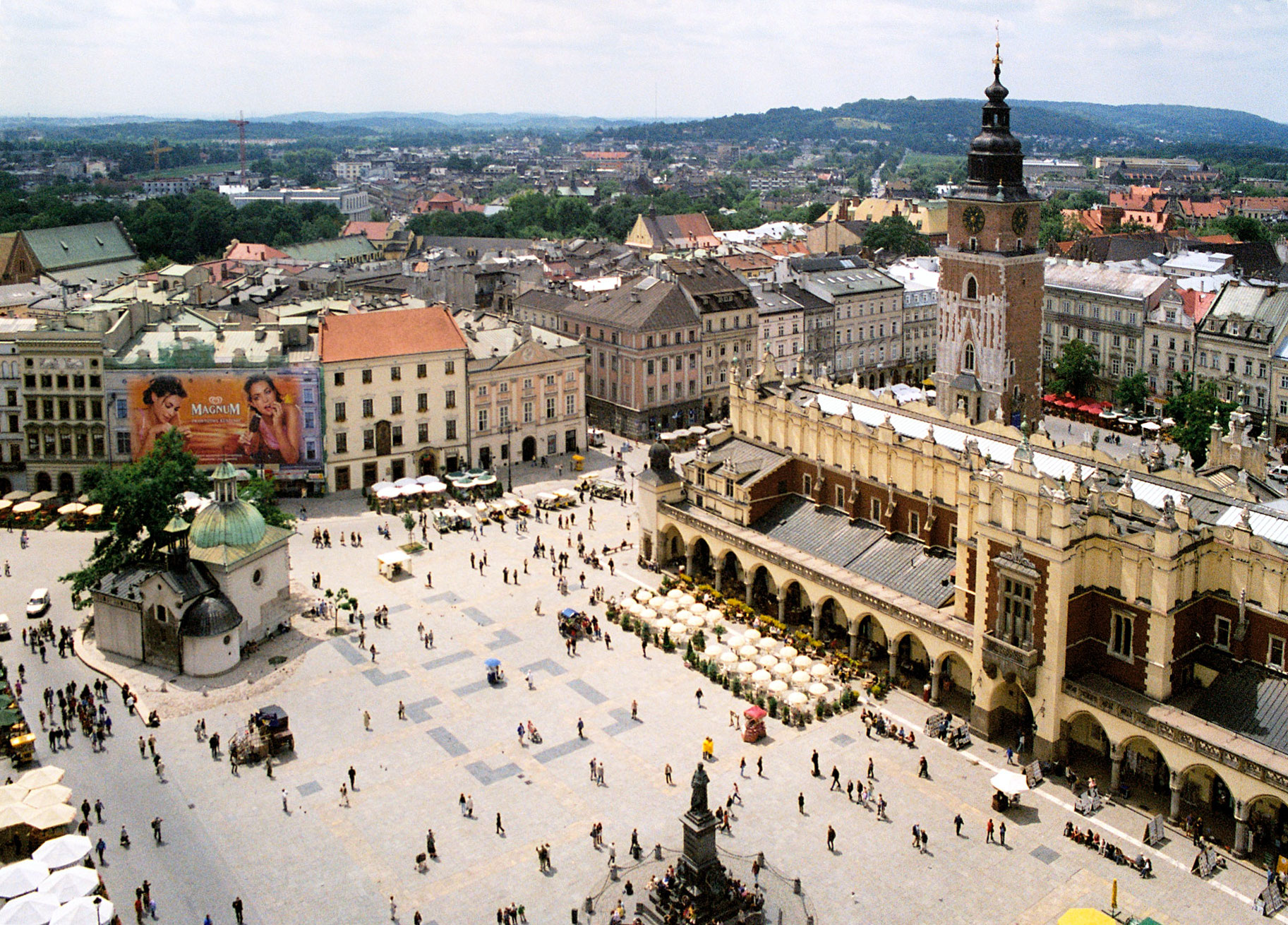
La Iglesia de San Adalberto, a vista de pájaro a la izquierda en la Plaza del Mercado.

## Cronología
- Siglo X - Se erige la primera iglesia, en madera.[2]
- Siglos XI al XII - Primera iglesia en piedra, elementos románicos, como paredes y portales existentes.
- 1404 - La iglesia se convierte en  Universidad gracias al padre Piotr Wysz Radoliński.
- 1453 - Sermones por el padre Juan de Capistrano.
- 1611-1618 - Importante reconstrucción de la iglesia de estilo barroco. Elevación de las paredes, estuco, la construcción de la cúpula barroca y  nueva entrada en el lado oeste. Trabajos  dirigidos por el Prof. Walenty Fontana y el Padre Sebastian Mirosz.
- 1711 - Construcción de la nueva sacristía.
- 1778 - Adición de la capilla de St. Ene Nepomuceno (rebautizado después de San Wincenty Kadlubek en 1781).